# Lars Erik Bjørnsen
Lars Erik Bjørnsen, norveški rokometaš, * 20. julij 1982.
Leta 2010 je na evropskem rokometnem prvenstvu s norveško reprezentanco osvojil 7. mesto.